# 布魯斯·韋恩 (1989年電影系列)
布魯斯·韋恩（英語：Bruce Wayne），英雄身份為蝙蝠俠（英語：Batman），是提姆·波頓的《蝙蝠俠》（1989年）以及《蝙蝠俠大顯神威》（1992年）中的虛構角色，改編自鮑勃·凱恩與比爾·芬格創作的同名角色，由米高·基頓飾演。
該角色於喬伊·舒馬克的《蝙蝠俠3》（1995年）和《蝙蝠俠4：急凍人》（1997年）中重新選角，分別由方·基墨和喬治·克隆尼飾演。
2023年，基頓透過多元宇宙的設定於DC擴展宇宙（DCEU）系列電影《閃電俠》（2023年）回歸飾演布魯斯·韋恩／蝙蝠俠。基頓亦原定於電影《蝙蝠女孩》中登場，然而該片於2022年8月遭到華納兄弟取消發行。

## 製作

### 選角
在《蝙蝠俠》（1989年）的製作過程中，有多位演員曾經是蝙蝠俠的飾演人選，1984年電影《魔鬼剋星》的導演艾凡·瑞特曼亦曾經一度被華納兄弟相中。在湯姆·曼凱維茲的原始劇本中，比爾·莫瑞曾經是蝙蝠俠的飾演人選，而艾迪·墨菲則是迪克·格雷森／羅賓的人選。劇本原本設定為一部喜劇片，但在提姆·波頓加入後卻發生了重大改變。梅爾·吉勃遜、凱文·科斯納、查理·辛、湯姆·謝立克、哈里遜·福特、皮爾斯·布洛斯南、雷·李歐塔、威廉·達佛、亞歷·鮑德溫、派屈克·史威茲、凱爾·麥克拉蘭、史蒂芬·席格、丹尼斯·奎德和尚-克勞德·范·達美都曾經考慮飾演這個角色。最終，製片人喬恩·彼得斯推薦了米高·基頓，聲稱他具有適合這個角色的“急躁和痛苦的特質”，並以基頓在1988年電影《義勇先鋒》中的表現作為論點。當時，基頓主要以出演1983年電影《家庭主夫》和1988年電影《陰間大法師》中的喜劇角色而聞名，而後者亦是由波頓執導。選角消息在當時引起了爭議，粉絲聲稱基頓的喜劇形象難以勝任蝙蝠俠這個嚴肅的角色，而且批評基頓的身材矮小，結果粉絲把超過五萬封抗議信寄到華納兄弟辦公室。
《蝙蝠俠》和續集《蝙蝠俠大顯神威》後，基頓決定不再飾演蝙蝠俠，他的角色因此改由方·基墨和喬治·克隆尼飾演。

## 外部連結
- 布魯斯·韋恩／蝙蝠俠 （页面存档备份，存于） DC漫畫維基百科